# 正体 (オレンジスパイニクラブの曲)
『正体』（しょうたい）は、オレンジスパイニクラブがワーナーミュージック・ジャパンから2025年4月23日にリリースしたメジャー10作目の配信シングルである。

## 概要
- 前作『献立』から約4ヶ月ぶりのシングル。
- 表題曲は、フジテレビ系スペシャルドラマ「告知事項あり。〜その事故物件で起きること〜」の主題歌に起用された。
- 4月9日にリリースを発表。ゆっきーがデザインしたジャケット写真も公開された[2]。

## 収録曲
1. 正体 [2:49]
作詞・作曲：スズキナオト